# 华阳太后
華陽太后（前296年？—前230年），秦國政治人物，秦始皇嬴政至成年親政前的七年，嬴政養祖母華陽太后。原為戰國時代秦孝文王的繼室，後因繼子庄襄王即位尊稱为華陽太后。與秦惠文王之妾秦宣太后同為出身於楚国王族宗室的芈姓之後（據推測應為宣太后的姪孫女，同母弟弟華陽君羋戎〔又稱辛戎〕的孫女。）。莊襄王登基前，世稱華陽夫人或華陽后。

## 生平

### 封號華陽
華陽夫人出身於楚國王族宗親，下嫁秦昭王次子安國君柱時間不詳；秦昭王42年（公元前265年），因秦昭王長子先於兩年前病逝魏國芷陽，昭王立安國君為太子，安國君立其為正夫人，封號曰「華陽」，一時風光無限。

### 收養異人
衛國商賈呂不韋透過華陽夫人之姊與弟弟陽泉君的牽線，入秦獻策。呂氏進言夫人無子，安國君百年之後，庶子嬴子傒若立，夫人將無所可託，而安國君有子二十餘人，居中有異人（亦作嬴異）者，饒有賢名，因生母夏姬不受寵幸，被送去趙國做人質，由於秦趙交戰多年，處境十分艱難，異人對華陽夫人有依附之意，還望華陽夫人願收繼其為嗣。
華陽夫人深以為然，採用呂不韋提議，不日便向安國君刻以「玉符」為憑，約以異人為嗣。
秦昭王50年（前257年），秦將王齕圍攻趙國首都邯鄲，趙國本欲處死質子異人洩憤，幸賴呂不韋重金買通守城官吏助異人逃返秦國，其妻趙姬與嬴政卻仍困於邯鄲，處境危殆，僥倖續存。
安返秦國的異人在呂不韋的建議下，乃穿楚國服飾拜謁華陽夫人，華陽夫人見狀大悅，正式收養為養子，異人又特別改名為子楚，以迎華陽夫人所好。

### 王時期
秦昭王56年（前251年），秦昭襄王駕崩，安國君即位，史稱秦孝文王，華陽夫人被封為王后，立子楚為太子。趙國為表示友好，將滯留趙國九年的趙姬和嬴政送至秦國。
根據歷史學者李開元說法，趙姬與嬴政因長時間滯留趙國、生死不明，子楚在生母夏姬的安排下，納韓國王族女子為妾，已有一子成蟜（亦作盛橋）；對於華陽太后而言，長孫嬴政才是符合自身的政治利益的王位繼承人選，而非成蟜。:62

### 太后時期

#### 莊襄王時期
孝文王在位不到一年（正式即位僅三日）便去世，子楚繼位，是謂莊襄王。華陽后被尊為華陽太后，子楚生母夏姬則尊為夏太后，趙姬為王后。
子楚在位三年（公元前247年）而逝，嬴政即位，時年僅十三歲（實歲十二）。

#### 太王太后時期
嬴政即位時僅十二歲，由於尚未成年，未能親政，只得委政太后與大臣；而直至嬴政二十二歲（實歲二十一）親政之前，依據秦國法律的繼承原則，委政的第一順位應是養祖母華陽太后，其次為親祖母夏太后（夏姬），生母趙太后反而是最末位。:63-65故近代多言嬴政成年前託政於帝太后-趙姬與相國呂不韋者，乃是誤解。:63
秦王政17年（公元前230年），華陽太后薨，身後與孝文王合葬壽陵。
綜觀華陽太后自秦王政即位（公元前247年）至逝世之前，左右秦國國政長達17年，惟《秦記》一併不載，以致華陽太后具備「政治家」的一面多為後人忽略。

## 秦國外戚集團
嬴政時期外戚集團有三，分別為「楚系」、「韓系」與「趙系」；「楚系」以華陽太后、昌平君為代表、「韓系」主幹為夏太與成蟜，呂不韋、嫪毐則屬於趙姬的「趙系」人馬:60-63；茲舉例秦國王廷三派角力，相關歷史事件如下：
- 秦王政五年（前242年），王弟成蟜出使韓國，領有韓國割地百里之功，封長安君。[1]:65-66
- 秦王政七年（前240年），夏太后過世[註 14]，韓系消弱，朝廷勢力丕變[1]:65-69。
- 秦王政八年（前239年），成蟜（韓系）叛亂，嫪毐（趙姬面首）舉兵平叛，嫪毐因功受封長信侯，趙系勢力權傾一時，引起楚系勢力忌憚。[1]:76-80、87
- 秦王政九年（前238年），嫪毐與趙姬聯手在咸陽發動武裝政變，討伐對象應是針對華陽太后及其人馬，而並非是向嬴政搶奪王位。[1]:86-89嫪毐之亂最終在呂不韋、昌平君與昌文君領兵之下，平叛告終，趙姬也因此事被迫幽禁於雍。[2]:332
- 秦王政十年（前237年），呂不韋因曾舉薦嫪毐而遭牽連免相[2]:332；楚系外戚勢力可謂自此獨大[1]:94。

後代史書雖然沒有紀錄留存，但秦王政的婚姻應係由華陽太后主持。依照當時貴族間的婚姻慣例，合理推測華陽太后傾向安排同為楚國宗室的親族做孫媳，日本學者藤田勝久主張，這位楚國夫人即是嬴政的王后，也是後來皇長子扶蘇的親生母親。:218-222

## 身後事
華陽太后過世之後，30歲的嬴政才逐漸擺脫外戚陰影，秦國朝廷的楚系勢力陸續遭到秦王貶斥:283-287，最著名代表人物為秦王政21年（公元前226年）被外放至韓國新鄭的丞相昌平君，而秦王政23年（前223年），秦國發動滅楚之戰，楚國滅亡，亦是華陽太后過世後發生之事。

## 影視作品
| 年份 | 剧名           | 演员   | 剧中称谓 |
| 2000 | 乱世英雄吕不韦 | 林静   | 华阳夫人 |
| 2019 | 皓镧传         | 谭卓   | 华陽夫人 |
| 2020 | 大秦赋         | 鄔君梅 | 华陽太后 |